# Réserve de biosphère de Southwest Nova
La réserve de biosphère de Southwest Nova (anglais : Southwest Nova Biosphere Reserve) est une réserve de biosphère de la Nouvelle-Écosse qui a été désignée en 2001 par l'UNESCO. Son territoire correspond à celui des comtés d'Annapolis, de Digby, de Yarmouth, de Shelburne et de comté de Queens. L'aire centrale correspond au parc national de Kejimkujik et à l'aire sauvage Tobeatic.

## Zonage de la réserve
L'aire centrale de la réserve de biosphère est composée de l'aire sauvage Tobeatic, du parc national de Kejimkujik et de la réserve naturelle de Sporting Lake. 
La zone tampon comprend les aires sauvages de Cloud Lake, de Tidney River, de Lake Rossignol, de McGill Lake et de Bower's Meadows ; les réserves naturelles de Ponhook Lake et de Tusket River ; les parcs provinciaux Thomas Raddall, de Valleyview, d'Upper Clements, de Savary, de la Plage de Mavillette, de Central Grove, The Islands, de Sable River, d'Ellenwood Lake et de Glenwood ; les refuges d'oiseaux migrateurs de Port-Joli, de Port Hébert, de la Rivière du Sable et du Lac Haley ; et la Sand Pond.